# Hans-Joachim Sommerfeld
Hans-Joachim Eduard Wilhelm Sommerfeld (* 23. Juli 1914 in Berlin; † 28. Juni 1995 ebenda) war ein deutscher SS-Obersturmführer und Teilkommandoführer des Sonderkommandos 4b der Einsatzgruppe C.

## Leben
Hans-Joachim Sommerfeld war Sohn des Regierungsinspektors Walter Sommerfeld. Er schloss seine Schulausbildung im Jahre 1934 mit der Reifeprüfung ab. Nach einem sechsmonatigen Einsatz beim Freiwilligen Arbeitsdienst begann er an der Universität Berlin evangelische Theologie zu studieren, wechselte jedoch nach einem Semester zur Juristischen Fakultät über. Ende des Jahres 1935 wurde er zum Wehrdienst einberufen, den er zwei Jahre später als Unteroffizier der Reserve beendete. Zum 1. Februar 1938 trat er der NSDAP (Mitgliedsnummer 5.981.786) bei. Am 1. Mai 1939 wurde er von der Kriminalpolizei als Anwärter für den gehobenen Dienst übernommen und der Kriminalpolizeileitstelle Berlin zur Ausbildung zugewiesen.
Mit Beginn des Zweiten Weltkrieges wurde Sommerfeld zur Wehrmacht einberufen und im Polenfeldzug eingesetzt. Im Frühjahr 1940 wurde er vom Wehrdienst freigestellt und zur Fortsetzung seiner Ausbildung zur Kriminalpolizeileitstelle Berlin zurückberufen. Im September 1940 wurde er Mitglied der SS (SS-Nr. 396.259). Anschließend wurde er zur Führerschule der Sicherheitspolizei in Berlin-Charlottenburg abgeordnet und nahm dort an einem neunmonatigen Lehrgang für Kriminalkommissaranwärter teil. Mitte Februar 1941 legte er die Prüfung als Kriminalkommissar ab und wurde gleichzeitig zum Hilfskriminalkommissar ernannt. Im Herbst 1941 wurde Sommerfeld zum Osteinsatz kommandiert und dem Sonderkommando 4b zugeteilt, das in Artemowsk unter der Leitung Sommerfelds mindestens 500 jüdische Männer, Frauen und Kinder erschoss. Mitte des Jahres 1943 kehrte er nach Berlin zurück. Er tat zunächst einige Monate Dienst beim Amt V des Reichssicherheitshauptamts, dem Reichskriminalpolizeiamt, und übernahm dann die Leitung der Kriminalinspektion Berlin-Neukölln. Ende des Jahres 1944 wurde er zur Kriminalpolizeistelle Berlin versetzt, bei der er bis zum Kriegsende verblieb.
Nach dem Kriegsende gelangte Sommerfeld nach Westen und begab sich zu seiner Familie in Wienhausen. Im Herbst 1945 wurde er dort als Kriminalkommissar in den kriminalpolizeilichen Dienst übernommen. Nach einigen Monaten Dienst bei der Kriminalpolizei in Hannover wurde er im Juni 1946 wegen seiner früheren Zugehörigkeit zur SS wieder aus dem kriminalpolizeilichen Dienst entlassen. In der Folgezeit arbeitete Sommerfeld in verschiedenen Berufen in der privaten Wirtschaft. Anfang Mai 1954 erfolgte seine erneute Wiedereinstellung als Kriminalkommissar, und zwar bei der Kriminalpolizei Berlin. Am 15. Januar 1960 wurde er wegen der Vorwürfe von der Führung seiner Dienstgeschäfte suspendiert. Das Landgericht Düsseldorf verurteilte ihn am 12. Januar 1973 wegen Beihilfe zum Mord an mindestens 899 Menschen zu sechs Jahren Freiheitsstrafe. Am 10. November 1977 wurde er aus der Haft entlassen.